# Movistar TV
Movistar TV è una piattaforma di pay TV, proprietà di Telefónica. È disponibile in Argentina, Cile, Colombia, Costa Rica, Guatemala e Perù. In Spagna, questo servizio si è fuso con la piattaforma satellitare Canal+, dando vita ad una nuova piattaforma, Movistar Plus+.

## Storia

### Spagna
Il servizio è stato avviato come test pilota commerciale nella città di Alicante nel 2001 e successivamente esteso ad alcune grandi città come Madrid e Barcellona nell'aprile 2004 con il nome Movistar Imagenio, poi cambiato nel 2013 in Movistar TV.
Nel 2006, la copertura non ha ancora raggiunto l'intero territorio spagnolo. Sono coperte le grandi città e i capoluoghi di provincia, ma non le aree rurali e le città minori.
Il 7 luglio 2015, in seguito all'acquisto di Canal+ da parte di Telefónica, inizia la fusione del marchio acquistato con Movistar TV, concluso con la fondazione di una nuova piattaforma, Movistar+.

### America meridionale
Il 14 giugno 2006, Movistar TV fa il suo debutto in America Latina, venendo lanciato ufficialmente in Cile e Perù. In Perù, viene lanciato dopo la fusione tra le aziende Telefónica TV Digital (TTD) e Cable Mágico; quest'ultima proprietaria di un servizio di TV via cavo omonimo. 
Ad inizio febbraio 2007, il servizio di pay TV viene rilasciato anche in Colombia. 
Nel 2012, la piattaforma viene attivata anche in Venezuela. 
Nel 2017, Movistar TV raggiunge Nicaragua, Guatemala ed El Salvador e l'anno successivo anche la Costa Rica e Argentina; quest'ultima grazie alla riforma delle telecomunicazioni attuata durante il governo di Mauricio Macri, che ha permesso alle compagnie telefoniche e agli operatori di pay TV di offrire servizi di telefonia e via cavo o via satellite, precedentemente vietati. 
L'anno successivo, Telefónica Nicaragua disattiva il servizio in terra nicaraguense a causa della vendita della piattaforma all'azienda Millicom. 
Il 30 aprile 2021, Movistar TV cessa di operare anche in El Salvador per via del mancato rinnovo con l'azienda SES S.A. per l'utilizzo del satellite SES 10 per la trasmissione dei canali. 
In seguito, nel 2022, Telefónica Venezolana annuncia che Movistar TV sarebbe stato disponibile in Venezuela fino al dicembre dello stesso anno e che il servizio sarebbe stato ceduto all'azienda Inter Satelital. 